# Arbeiterselbstverwaltung
Arbeiterselbstverwaltung (serbokroatisch радничко самоуправљање radničko samoupravljanje, slowenisch delavsko samoupravljanje, mazedonisch работничко самоуправување, albanisch vetëqeverisja e punëtoreve) bezeichnet das im sozialistischen Jugoslawien unter Josip Broz Tito im Jahr 1950 eingeführte und bis 1988 praktizierte Wirtschafts- bzw. Unternehmensmodell.

## Geschichte

### Entstehung
In den Jahren 1945 bis 1948 wurden die Unternehmen in Jugoslawien verstaatlicht. Am 28. Juni 1948 wurde Jugoslawien wegen ideologischer Abweichung aus dem Kominform ausgeschlossen. Damit versuchte Josef Stalin, ein Exempel gegen die Versuche einer von der Sowjetunion unabhängigen Entwicklung des Sozialismus zu statuieren, wie es in Ansätzen auch in anderen Staaten des Ostblocks (Bulgarien und Ungarn) zu beobachten war. Jugoslawien war nun politisch und wirtschaftlich isoliert. In dieser Krisensituation kam es zu ersten „Beratungen zwischen Unternehmensleitungen, ehemaligen Widerstandskämpfern und den besten Arbeitern“, aus denen die Einführung von Arbeiterräten in zunächst 215 Betrieben entstand. Ziel der nun entstehenden Arbeiterselbstverwaltung war einerseits die Demokratisierung der Wirtschaft, andererseits auch eine Effizienzsteigerung gegen die schon früh sichtbaren Bürokratisierungstendenzen in der zuvor als zentrale Planwirtschaft geführten Ökonomie Jugoslawiens.
Räte wurden schließlich zwischen 1950 und 1953 in allen Betrieben eingeführt, 1957 wurden zusätzlich in den einzelnen Abteilungen der Betriebe (ekonomske jednice) Arbeiterräte eingeführt.
Praktische Konsequenzen der Arbeiterselbstverwaltung waren, dass die Beschäftigten eines Betriebes
- den Direktor wählten,
- über Investitionen, Löhne, Produktionsplanung usw. entschieden; dies allerdings innerhalb eines festgelegten Rahmens, der eine Insolvenz verhindern sollte.

Die Unternehmensform größerer Betriebe mit Arbeiterselbstverwaltung wurde als Složena organizacija udruženoga rada (Zusammengesetzte Organisation der vereinigten Arbeit), kurz SOUR, bezeichnet.

## Ökonomische Ergebnisse und Zusammenbruch
Der Aufstieg und der Zusammenbruch der Betriebe unter Arbeiterselbstverwaltung ist nur im Kontext der politischen und wirtschaftlichen Entwicklung in Jugoslawien darzustellen. Jugoslawien erlebte in den Jahren nach dem Zweiten Weltkrieg eine massive Industrialisierung. So sank der Anteil der Beschäftigten in der Landwirtschaft von 1945 bis 1971 von 70 % auf 35 %. Dieses Wachstum war kreditfinanziert. Sowohl die Handelsbilanz als auch der Staatshaushalt als auch die meisten Unternehmensbilanzen waren chronisch defizitär. Ende der 1960er Jahre wurden in Jugoslawien Verfassungsreformen durchgeführt, die die föderalen Elemente deutlich stärkten. In diesem Zusammenhang verlor die Jugoslawische Nationalbank weitgehend die Kontrolle über die 9 Zentralbanken der einzelnen Gliedstaaten und die 166 lokalen Banken. Diese versuchten nun zur Förderung der Wirtschaft in ihrem Gebiet die Kreditvergabe weiter zu erhöhen. Die weitgehend unkontrollierte Vergabe unbesicherter Kredite führte zu einem Investitionsboom. Die Investitionsquote lag Mitte der 1970er Jahre bei 35 % und damit um ein Vielfaches über einem sinnvollen Wert. Entsprechend waren dies „goldene Jahre“ für die jugoslawische Wirtschaft mit Wachstumsraten, die im Schnitt 7 % pro Jahr betrugen.
In der Folge kam es dazu, dass die überwiegend in Arbeiterselbstverwaltung organisierten Unternehmen (1981 waren in der Privatwirtschaft nur noch 120.000 Menschen beschäftigt) hohe Überkapazitäten aufbauten. Entsprechend hatte sich in den Bankbilanzen eine hohe Kreditblase aus faulen Krediten angesammelt. Neben den Partikularinteressen der Gliedstaaten (es wurde gespottet, jedes Dorf wolle sein eigenes Stahlwerk haben) verschärfte die Arbeiterselbstverwaltung diesen Prozess. Die Unternehmen waren durch die Arbeiterselbstverwaltung nicht bereit, überschüssiges Personal zu entlassen. Hierdurch kam es zu einer Jugendarbeitslosigkeit von über 70 %.
Dies alles führte dazu, dass die Unternehmen Anfang der 1980er Jahre nicht einmal zur Hälfte ausgelastet waren und die erzeugten Produkte auch unter den Gestehungskosten verkauften. Aufgrund der schlechten Qualität der Produkte war ein Verkauf in das westliche Ausland nur zu einem kleinen Teil möglich; die Masse der Produktion wurde auf dem lokalen Markt verkauft oder in die Sowjetunion exportiert. Die Unternehmen wurden nur durch neue Kredite am Leben erhalten. Anfang der 80er Jahre platzte die Blase und das System brach zusammen. Auslöser war ein Zusammenbruch der Investitionstätigkeiten. Aufgrund der geringen Auslastung waren Anlageinvestitionen unsinnig geworden. Hierdurch sank die Produktivität und Ertragslage der arbeiterselbstverwalteten Unternehmen weiter. Damit drohten die faulen Kredite offenbar zu werden und eine Bankenkrise auszulösen. Die Nationalbank (und damit der Staat) hatte zwar die Kontrolle über die lokalen Banken verloren, haftete aber mit für deren Schulden. Gleichzeitig waren die Geldgeber nicht mehr bereit, das Staatsdefizit Jugoslawiens zu finanzieren. Jugoslawien stand 1982 vor dem Staatsbankrott.
Im Gegensatz zur Situation in Lateinamerika war man im Westen besorgt, ein wirtschaftlich zusammenbrechendes Jugoslawien würde sich enger an die Sowjetunion anlehnen. Ein Konsortium westlicher Geldgeber und der Internationale Währungsfonds stützten die Regierung mit neuen Krediten. Im Gegenzug begann die Regierung unter Milka Planinc mit der Umsetzung marktwirtschaftlicher Reformen. Hierzu gehörte eine Abwertung des Dinar und die Verschärfung der Kreditvergaberegeln. In den folgenden Jahren schrumpften die arbeiterselbstverwalteten Unternehmen stark. Auch wurde das Management gegenüber der Arbeiterselbstverwaltung gestärkt, um die Anpassung der Unternehmen an die Marktbedingungen zu ermöglichen. Ende 1988 beschloss das jugoslawische Parlament Verfassungsänderungen, mit denen die Gleichstellung privater Unternehmen mit denen der Arbeiterselbstverwaltung umgesetzt wurde. Damit endete die Arbeiterselbstverwaltung in Jugoslawien.

## Vorbildfunktion für andere Staaten
Die Führung der Tschechoslowakei unter Alexander Dubček begann 1968 mit der Einführung der Arbeiterselbstverwaltung, die aber nach der Absetzung Dubčeks wieder abgeschafft wurde. Michail Gorbatschow sprach sich Ende der 1980er Jahre für eine Arbeiterselbstverwaltung in der Sowjetunion aus. In Westeuropa fand das Modell bei sozialdemokratischen und sozialistischen Parteien und Organisationen großes Interesse, so pflegte etwa die Sozialistische Jugend Deutschlands – Die Falken schon seit den 1950er Jahren einen Jugendaustausch mit Jugoslawien.

## Probleme und Kritik
Der zur Praxis-Gruppe gehörende Philosoph Mihailo Marković kritisierte 1971 an der Arbeiterselbstverwaltung in Jugoslawien:

„Trotz der Bedeutung, die die Selbstverwaltung in der offiziellen Theorie und in der Öffentlichkeit beigemessen wird, ist sie nicht in dem Maße entwickelt, wie es eigentlich möglich wäre: Sie wird vielmehr ständig durch bürokratische Elemente in ihrer Entwicklung behindert, und ihre materielle Basis ist ausgesprochen schwach.“

## Ökonomische Analyse
Die Idee der Arbeiterselbstverwaltung wird auch in den Wirtschaftswissenschaften diskutiert. Auch wenn die ökonomische Literatur sich vielfach auf das jugoslawische Modell bezieht, sind die Erkenntnisse nicht auf die jugoslawische Form der Arbeiterselbstverwaltung beschränkt und sind daher im Artikel Kollektive Selbstverwaltung#Ökonomische Analyse beschrieben.

## Perspektiven einer Ausweitung
Mit der neuen Verfassung Jugoslawiens von 1963 wurde die bislang nur in den Betrieben geltende Selbstverwaltung in Ansätzen auch auf andere Bereiche ausgedehnt. Der zur Praxis-Gruppe gehörende Philosoph Veljko Cvjetičanin sah in der Selbstverwaltung in den Betrieben nur einen ersten Schritt hin zu einer Selbstverwaltung in allen Bereichen der Politik. Dann entstehe

„[…] aus den technologischen Wirtschaftsverhältnissen eine neue, politische Selbstverwaltungsstruktur, die allmählich jedes staatsparteiliche Monopol, wie es in den ersten Entstehungsphasen des Sozialismus unumgänglich ist, begrenzt und überflüssig macht. Durch Formen der direkten Demokratie entwickelt sich das Selbstverwaltungssystem gegenüber dem Ein- oder Mehrparteiensystem, das stets die Herrschaft durch den Staat bedeutet.“

Durch die konsequente Ausweitung der Selbstverwaltung komme es zum „Verschwinden der Schicht der professionellen Leitenden, denen die Politik als Herrschaft über Menschen Lebensberuf ist.“
Auch Mihailo Marković forderte, die Arbeiterselbstverwaltung dürfe

„[…] nicht auf ihre historisch bedingten Anfangsformen, wie sie augenblicklich in Jugoslawien bestehen, beschränkt bleiben. Das bedeutet zum ersten, daß sie nicht nur auf die Produktionsverhältnisse im Rahmen der Unternehmungen und der lokalen Organe der Gesellschaftsverwaltung begrenzt werden darf. Eine endgültige Überwindung des Bürokratismus ist erst dann möglich, wenn die Selbstverwaltung bis in die Spitze ausgebaut wird, das heißt, wenn auch die
zentralen Staatsorgane zu Selbstverwaltungsorganen werden.“

### Deutschsprachige Monographien
- Viktor Meier: Das neue jugoslawische Wirtschaftssystem. 1956.
- Harry Schleicher: Das System der betrieblichen Selbstverwaltung in Jugoslawien. 1961.
- Karl Heinz Jäger: Arbeiterselbstverwaltung und gesellschaftliches Eigentum. Ein Beitrag zum Status jugoslawischer Unternehmen. 1969.
- Herwig Roggemann: Das Modell der Arbeiterselbstverwaltung in Jugoslawien. 1970.
- Ernest Mandel (Hrsg.): Arbeiterkontrolle, Arbeiterräte, Arbeiterselbstverwaltung. Eine Anthologie. 1971, ISBN 3-434-10032-6.
- Milojko Drulović: Arbeiterselbstverwaltung auf dem Prüfstand. Erfahrungen in Jugoslawien. 1976, ISBN 3-8012-1087-1.
- Gudrun Lemân: Das jugoslawische Modell: Wege zur Demokratisierung. 1976, ISBN 3-434-10082-2.
- Hans-Erich Gramatzki und Gudrun Lemân: Arbeiterselbstverwaltung und Mitbestimmung in den Staaten Osteuropas. 1977, ISBN 3-7716-2097-X.
- Ekkhart Stein: Arbeiterselbstverwaltung. Lehren aus dem jugoslawischen Experiment. 1980, ISBN 3-7663-0422-4.
- Gabriele Herbert: Das Einfache, das schwer zu machen ist. Selbstverwaltung in Jugoslawien, ein Beispiel für die Probleme von Übergangsgesellschaften. 1982, ISBN 3-8015-0182-5.

### Deutschsprachige Artikel
- Todor Kulijc: Der flexible Feind. Zur Rolle des Antibürokratismus bei der Legitimierung von Titos Selbstverwaltungssystem, in: JahrBuch für Forschungen zur Geschichte der Arbeiterbewegung, Heft III/2011.
- Elmar Wolfstetter: Die betriebliche Arbeiterselbstverwaltung in Jugoslawien. In: Zeitschrift für Betriebswirtschaft. Jg. 39., 1969, ISSN 0044-2372, S. 737–752.
- Gudrun Lemân: Arbeiterselbstverwaltung und Gewerkschaften in Jugoslawien. In: Aus Politik und Zeitgeschichte. Nr. 29–30, 24. Juli 1982, S. 27–38 (bpb.de).
- Rudi Supek: Probleme und Erfahrungen der jugoslawischen Arbeiterselbstverwaltung. In: Klaus-Detlev Grothusen, Othmar Nikola Haberl & Wolfgang Höpken (Hrsg.): Jugoslawien am Ende der Ära Tito. Band 2, 1986, ISBN 3-486-51411-3, S. 159–185.
- Artikel Arbeiterselbstverwaltung, Jugoslawisches Unternehmensmodell und Jugoslawisches Wirtschaftssystem. In: Vahlens Großes Wirtschaftslexikon. 2. Aufl., Band 1, 1993, ISBN 3-8006-1698-X.
- Domagoj Mihaljević: "Lebwohl, Avantgarde". Auf den Ruinen der sozialistischen Modernisierung Jugoslawiens. In. Alex Demirović (Hrsg.): Wirtschaftsdemokratie neu denken. 2028. ISBN 978-3-89691-283-1.

### Fremdsprachige Publikationen
- Josip Obradović (Hrsg.): Workers' self-management and organizational power in Yugoslavia. 1978, ISBN 0-916002-30-6.
- Hans Dieter Seibel, Ukandi G. Damachi: Self-management in Yugoslavia and the developing world. 1982, ISBN 0-333-27433-4.
- Stephen R. Sacks: Self-management and efficiency : large corporations in Yugoslavia. 1983, ISBN 0-04-334008-3.
- Artikel Delavsko samoupravljanje. In: Enciklopedija Slovenije. Band 2, 1988.